# Bao Ninh
Bảo Ninh (n. 18 octombrie, 1952 - ...) este un romancier și nuvelist vietnamez.